# Dipturus polyommata
Dipturus polyommata là một loài cá trong họ Rajidae. Đây là loài đặc hữu của Úc. Môi trường sống tự nhiên thích hợp của loài này là biển cả.